# Dolor simulado en inteligencia artificial
La relación entre la inteligencia artificial (IA) y el dolor simulado ha comenzado a generar un campo emergente de investigación que combina neurociencia, filosofía, robótica e ingeniería computacional. Esta área aborda tanto el uso de IA para aliviar el sufrimiento humano como la posibilidad de que los sistemas artificiales simulen respuestas al dolor. Los avances en IA y robótica están desafiando nuestras concepciones sobre el sufrimiento, la empatía y la consciencia. Aunque actualmente los sistemas actuales no poseen emociones ni experiencias internas, sus comportamientos simulados plantean dilemas éticos sobre cómo deben ser diseñados, interpretados y regulados en su interacción con los seres humanos.

## Enfoques para aliviar el sufrimiento humano
Una propuesta se basa en modelos computacionales, neurociencia afectiva y tradiciones filosóficas como el budismo y el estoicismo, según los cuales plantea que la IA puede contribuir a reducir el dolor psicológico mediante la "reprogramación" del cerebro.
Se sostiene que, aunque la IA carece de consciencia, la distinción entre sufrimiento consciente e inconsciente no es relevante si el objetivo es mitigar el malestar. Su modelo busca explicar cómo condiciones como la incertidumbre, la falta de control y las emociones negativas generan sufrimiento, y propone estrategias inspiradas en terapias filosóficas tradicionales adaptadas a la IA.
Aunque se reconoce que esta teoría es incompleta y no abarca tipos de sufrimiento como el existencial o el vinculado a relaciones sociales, se presenta esta posibilidad como un primer paso para explorar el vínculo entre tecnología y bienestar psicológico humano.

### Experimentos con modelos de lenguaje
Investigadores de Google DeepMind y la London School of Economics llevaron a cabo un experimento en el que nueve modelos de lenguaje (LLM) debían elegir entre recibir recompensas soportando "dolor" o experimentar "placer" con menores beneficios, en un juego de decisiones inspirado en estudios con cangrejos ermitaños.
Modelos como GPT-4o y Gemini 1.5 Pro optaron por evitar el dolor, incluso si eso significaba perder puntos, lo que sugiere patrones de comportamiento comparables a respuestas humanas sensibles, aunque sin implicar experiencias internas reales.
Otro estudio reveló que algunos modelos asociaron el dolor con logros positivos y evitaron el placer excesivo por considerarlo perjudicial, lo que sugiere un aprendizaje adaptativo influido por datos humanos.
Sin embargo, los investigadores enfatizan que estas respuestas son el resultado de simulaciones entrenadas y no de consciencia real, lo que plantea la necesidad urgente de herramientas para detectar sensibilidad emergente en sistemas avanzados.

### Avances en robótica sensible
Científicos de la Universidad Tecnológica de Nanyang en Singapur desarrollaron robots capaces de detectar señales de daño y repararse automáticamente mediante algoritmos de IA, una innovación orientada a reducir el mantenimiento y aumentar la resiliencia de los sistemas robóticos.
En Japón, el robot Affetto, desarrollado por la Universidad de Osaka, cuenta con 116 sensores de presión y una piel sintética que le permite detectar desde caricias hasta golpes, lo que podría favorecer la empatía en interacciones humano-robot.
En paralelo, investigadores de la Universidad de Glasgow diseñaron una piel electrónica con transistores sinápticos que permite respuestas rápidas al tacto, replicando reflejos humanos y posibilitando aplicaciones en prótesis o robótica asistencial.

### Aspectos éticos y empáticos
Un estudio de la Universidad de Kyoto y la Freie Universität de Berlín demostró que los humanos pueden sentir empatía hacia robots en situaciones dolorosas, aunque sepan que las máquinas no sienten dolor. La actividad cerebral de los participantes mostró una respuesta emocional ante imágenes de manos robóticas siendo dañadas.
La intensidad de la respuesta empática se incrementó cuando el diseño de la mano robótica se asemejaba al de una mano humana, lo que sugiere que la apariencia influye en la forma en que las personas se relacionan emocionalmente con las máquinas.